# Tytularny kapral
Tytularny kapral – stopień podoficerski stosowany w wielu armiach w I połowie XX wieku (m.in. w armii austro-węgierskiej i armii II Rzeczypospolitej). W armii austro-węgierskiej tytularny kapral (podoficer) – otrzymywał uposażenie starszego szeregowego (strzelca), ale mógł nosić stopień służbowy podoficerski.
Stopień podoficera tytularnego stosowano ze względów oszczędnościowych (ich gaże nie odpowiadały stopniom wojskowym, na które awansowano tytularnych podoficerów). Formalnie nie zaliczano ich do szeregowych ani do podoficerów – towarzysko traktowano ich na równi z podoficerami.